# Jóhann Ásmundsson

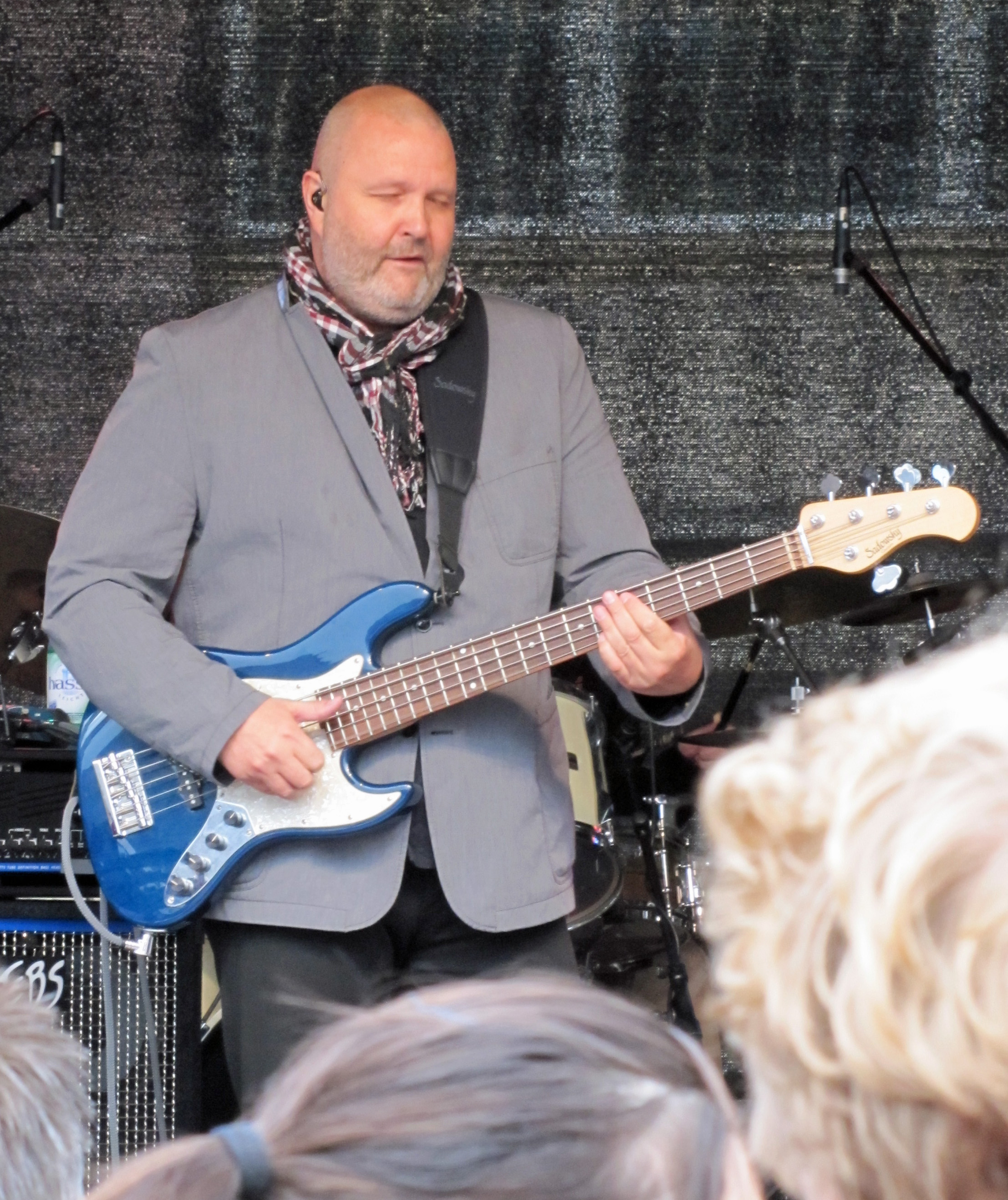
Jóhann Ásmundsson 2012 mit Mezzoforte in Frankfurt am Main

Jóhann Ásmundsson (* 30. März 1961 in Island) ist ein isländischer Musiker. Er ist Bassist der Instrumental-Funk-Fusion-Band Mezzoforte und lebt mit seiner Familie in Reykjavík. Mit Mezzoforte hat er seit 1977 über ein Dutzend Alben aufgenommen und an Tourneen um die Welt teilgenommen. Das im November 2010 erschienene Album “Volcanic” bearbeitete er als federführender Toningenieur. Zurzeit unterrichtet er am  Jazz College of Iceland in Reykjavík.
Sein erstes Soloalbum “So low” (etwa wie “solo” ausgesprochen – “low” spielt natürlich auf sein Instrument an) kam am 6. August 2001 auf den Markt. Jóhanns Bassspiel (er spielt 4- bis 6-saitige E-Bässe) ist einzigartig. Als Session- und Studiomusiker hat er schon auf unzähligen Alben mitgespielt (vor allem in Island). Im Juli 2016 veröffentlichte Jóhann Ásmundsson mit “Floating” sein zweites Soloalbum.